# 定永両一
定永 両一（さだなが りょういち、1920年6月25日 - 2002年1月27日）は、日本の鉱物学者・結晶学者。専門は、結晶学・鉱物学。大阪生まれ。

## 経歴
- 1941年：旧制大阪高等学校卒業
- 1943年：東京帝国大学理学部鉱物学科卒業
- 1946年：東京帝国大学理学部講師
- 1951年：東京大学理学部助教授
- 1953年：東京大学より理学博士の学位を取得（学位論文：The crystal structure of potassium sodium dl-tartrate tetrahydrate, KNaC4H4O6・4H2O (ラセミ酒石酸カリウムナトリウムKNaC4H4O6・4H2Oの結晶構造[1])
- 1959年：東京大学理学部教授
- 1981年：東京大学定年退官、東京大学名誉教授
- 1981年：日本学士院会員
- 1990年：勲二等瑞宝章受章

## 主たる研究業績など
- 相転移の前駆現象の発見
- 結晶対称理論と回折対称の上昇の発見
- 結晶亜群の理論

日本鉱物科学会、日本結晶学会などに所属。1972年−1974年に日本鉱物学会会長、1976年−1977年に日本結晶学会会長を歴任。
1984年に島崎英彦らによって、愛媛県上島町の弓削島からシリカに乏しい角閃石の一種である新鉱物が発見され、定永両一に因んでカリ（第一鉄）定永閃石(Potassic-(ferro-)sadanagaite)と命名された。
代表的論文
- 定永両一 (1962):　空間群論の拡張　Ｉ．空間群の構造。日本結晶学会誌、IV, 2, 24-35.
- 定永両一 (1963):　空間群論の拡張　ＩＩ．拡張への２つの道。日本結晶学会誌、2, 10-20.
- R. Sadanaga and H. Takeda (1968): Monoclinic diffraction patterns produced by certain triclinic crystals and diffraction enhancement of symmetry. Acta Cryst., B24, 144-149.
- R. Sadanaga and K. Ohsumi (1979): Basic theorem of vector symmetry in crystallography. Acta Cryst., A25, 115-122.

## 主な編著書
- Ｘ線結晶学（共著）、丸善、1959年。
- 実験鉱物学（共著）、共立出版、1966年。
- 結晶学序説、岩波書店、1986年。ISBN 978-4000053143